# Bennetgård
Bennetgård er et hvilehjem og en selvejende institution i Københoved i Vejen Kommune, som har til formål at give ældre dansksindede sydslesvigere et tiltrængt 14-dages ophold. Cirka 250 personer benytter hvert år hjemmet.
Institutionens økonomi er baseret på de pengegaver, som bestyrelsen indsamler fra private, legater og fonde. En bestyrer står for den daglige drift. 